# Storm Over Lisbon
Storm Over Lisbon (prt Tempestade em Lisboa) é um filme estado-unidense do género suspense, realizado por George Sherman. Estreou-se nos Estados Unidos a 16 de outubro de 1944, e em Portugal a 3 de fevereiro de 1945.

## Elenco
- Vera Ralston como Maria Mazarek
- Erich von Stroheim como Deresco
- Richard Arlen como John Craig
- Robert Livingston como Bill Flanagan
- Eduardo Ciannelli como Blanco
- Mona Barrie como Evelyn
- Otto Kruger como Alexis Vanderlyn
- Sarah Edwards como Maude Perry-Tonides
- Alice Fleming como Agatha Sanford-Richards
- Kenne Duncan como Paul
- Frank Orth como Murgatroyd
- Aida Broadbent Girls como Dançarinas